# Ángelo Henríquez
Ángelo José Henríquez Iturra (Santiago de Chile, 13 de abril de 1994) es un futbolista profesional chileno que se desempeña como centro delantero y actualmente milita en Deportes La Serena de la Primera División de Chile.
Es hijo de Alfredo Henríquez y de Silvia Iturra, hermano también del exfutbolista profesional César Henríquez.

## Trayectoria

### Universidad de Chile (2011-2012)
En virtud de su proyección futbolística, en 2009 el Manchester United firmó con la Universidad de Chile un acuerdo de promesa de compra del pase del jugador Ángelo Henríquez, por cuatro millones de euros, que puede hacerse efectivo hasta el año 2014. Los Diablos Rojos han realizado un seguimiento permanente del jugador y el delantero ha sido convocado a entrenar con el club en suelo europeo. El 21 de agosto de 2012 se confirmó su traspaso al equipo de Mánchester.
Ángelo debutó profesionalmente el 27 de junio del 2011, a los 17 años, en un partido contra Unión San Felipe válido por la Copa Chile. En ese mismo mes fue escogido por la revista deportiva inglesa Four Four Two como uno de los cinco mejores jugadores sub-17 del mundo, debido a su rapidez y su facilidad para encontrar espacios en el juego.
Un año después, Henríquez convirtió su primer gol oficial en su debut en Copa Libertadores. Fue en el segundo partido del Grupo 8 para los azules, marcó el 5-1 ante Godoy Cruz de Argentina, en el tiempo de descuento. El 28 de febrero de 2012, marcó sus dos primeros goles en la liga chilena en un encuentro pendiente contra Cobreloa del Torneo de Apertura 2012, al que vencieron por 4-1. Tras jugar algunos partidos en el Apertura chileno tanto de titular como suplente, el 4 de abril de 2012, convirtió el único gol del partido contra Godoy Cruz, válido por la sexta jornada del Grupo 8 de la Copa Libertadores 2012. Gracias a esta anotación, la U consiguió vencer al club trasandino y pasar a la siguiente fase. Por su actuación, fue elegido el mejor jugador del partido por la cadena televisiva Fox Sports. El 22 de abril, Henríquez anotó dos de los cuatro goles con que la U goleó a Antofagasta por 4-0. En el fin de semana posterior, anotó la cuarta cifra en el Superclásico contra Colo-colo número 169 del fútbol chileno, el cual acabó 5-0 a favor del cuadro universitario. Este gol lo celebró mostrando la polera de Gohan, que antes le perteneció a Diego Rivarola. Ante la celebración, Rivarola dijo estar «sorprendido» y «orgulloso».
El 10 de mayo de 2012, convirtió su primer doblete en la Copa Libertadores frente a Deportivo Quito, club al que vencieron por 6-0, lo que permitió revertir el marcador de 4-1 recibido en el encuentro de ida. Luego, en el fin de semana siguiente, en el último encuentro de la fase regular del Torneo de Apertura 2012, anotó dos goles frente a Huachipato en la goleada por 4-0. Esta victoria —además de la derrota de O'Higgins— confirmaron el primer puesto del cuadro universitario en la competencia, lo que los hizo enfrentar por los cuartos de final de los play-off a Cobreloa. En esa instancia, Henríquez convirtió el primer gol en el encuentro de vuelta jugado el 11 de junio, el cual acabó 2-1 a favor de los universitarios, que pasaron con un global de 4-1, sumado al triunfo por 2-0 conseguido en el partido de ida en Calama.
Tras vencer a los Loinos, la U enfrentó por la ida de semifinales de la Copa Libertadores 2012 a Boca Juniors, club que los venció por 2-0, con una mala participación del jugador —que fue reemplazado en el minuto 73 por Sebastián Ubilla— y del equipo. Luego, por las semifinales del Torneo de Apertura se topó con su clásico rival, Colo-Colo, que consiguió ganar como local con goles de Esteban Paredes y Bryan Rabello, lo que dejó al equipo universitario con la posibilidad de quedar fuera de las dos competencias que disputaba. Tras las dos caídas, el 21 de junio, Universidad de Chile buscó dar vuelta la llave contra xeneizes, pero en Santiago de Chile solo consiguió un empate 0-0, que clasificó a los argentinos a la final del torneo. Tras la eliminación solo quedaba el torneo chileno, donde tenían que dar vuelta el 0-2 de la ida conseguido por los Albos. Finalmente, lo azules golearon al conjunto albo por 4-0, con una tripleta de Junior Fernándes y una anotación de Henríquez. Esto los clasificó a la final de los play-offs. En la ida, Universidad de Chile enfrentó a O'Higgins, contra el que perdió por 2-1. Henríquez en este partido fue intrascendente, tal como en el encuentro de vuelta, que la U logró ganar por 2-1 en el tiempo reglamentario. Posteriormente, venció por lanzamientos penales a los celestes por 2-0. Así, Ángelo, logró el segundo título de su carrera, después de la consecución del Clausura 2011.
En la segunda edición de la Gala del Fútbol, organizada por el SIFUP, Henríquez fue reconocido como el Mejor centrodelantero del campeonato. Los ganadores de estos premios son elegidos por 585 futbolistas de las tres divisiones del fútbol chileno —Primera División, Primera B y Segunda División Profesional—.
Hay que destacar que los diez goles que marcó en aquel campeonato le permitieron quedar segundo en la Tabla de Goleadores, a un gol de Enzo Gutiérrez, Sebastián Ubilla y Emanuel Herrera.
Con todos estos logros ha conseguido ser el maximo goleador nacional de su país.

### Manchester United Juvenil (2012)
El 15 de agosto de 2012 fue comprado por el Manchester United por cuatro temporadas, pagando una cifra de 4.000.000 € (U$ 5.500.000). Días después de su traspaso se dio a conocer que Henríquez jugará con el Manchester United Football Club Reserves en la liga Sub-21. Debutó con el equipo Sub-21 el 27 de septiembre, ingresando en el minuto 68 y marcando un gol en la victoria 4-2 sobre el Newcastle Sub-21. En su tercer partido por la sub-21 del Manchester United anota su segundo gol, esta vez al Stockport al minuto 51'. Más tarde, se le fue asignado el dorsal número 21 en el Primer Equipo.

### Cesión a Wigan Athletic (2013)
Debido a que no tiene un cupo en el primer equipo del Manchester, fue enviado a préstamo por seis meses al club Wigan Athletic, donde ocupó la camiseta once. El 5 de enero de 2013, debutó oficialmente en la FA Cup, en el empate 1-1 frente al AFC Bournemouth, ingresando al inicio del segundo tiempo en sustitución de Daniel Redmond. El 15 de enero de 2013, jugó su primer partido como titular en el triunfo del Wigan Athletic sobre el AFC Bournemouth por 1:0 con gol de Mauro Boselli por la FA Cup. El 19 de enero de 2013, en su debut en la Premier League, convirtió su primer gol con la camiseta del Wigan Athletic en la derrota 2:3 frente a Sunderland. Su segundo partido de titular fue el 26 de enero de 2013 por la FA Cup contra el Macclesfield Town, partido que terminó 1:0 favorable al Wigan y con Henríquez jugando todo el partido. Posteriormente, el 13 de abril de 2013, Henríquez entró a los 88' en el histórico triunfo por 2:0 del Wigan Athletic contra el Millwall FC en las semifinales de la FA Cup, logrando que el Wigan se clasificara por primera vez en su historia a la final.
Finalmente, Henríquez en su préstamo en el Wigan Athletic jugó 8 partidos y anotó 1 gol: jugó 4 partidos por la Premier League, torneo en el cual hizo un gol, y 4 partidos por la FA Cup. En este último torneo, el Wigan se proclamó campeón tras vencer en la final al Manchester City, siendo este el primer título en Europa para Henríquez. Pese a lo anterior, y tras una pobre campaña en la Premier League, el Wigan resultó descendido a la segunda categoría del fútbol inglés.

### Cesión a Real Zaragoza (2013-2014)
Ángelo Henríquez vuelve de su préstamo del Wigan Athletic al Manchester United. El jugador viaja a un amistoso tras la lesión de Wayne Rooney. El 6 de agosto de 2013 anota su primer gol con el primer equipo del Manchester United frente al AIK Estocolmo donde el encuentro de pretemporada terminaría 1-1. Luego el 11 de agosto de 2013 se proclamaría campeón de la Community Shield 2013 con el Manchester United, que jugó la final contra su ex club, el Wigan Athletic, aunque para este partido Henríquez no fue citado. Sin embargo, a pesar de haber jugado pretemporada con el Manchester United, y ganar la Community Shield 2013, se marcha cedido al Real Zaragoza en la Segunda División de España.
Su debut con el Zaragoza fue el 31 de agosto de 2013, partido que Henríquez ingresaría a los 54' en la derrota por 1-0 frente al FC Barcelona B. Marca su primer gol con el Zaragoza el 21 de septiembre de 2013 marcando el primer gol del triunfo por 2-1 de Zaragoza sobre el Real Madrid Castilla. Posteriormente el 29 de septiembre anota un gol en la derrota por 2-1 del Zaragoza frente al Recreativo Huelva y el 6 de octubre consigue un doblete en la victoria del Real Zaragoza por 2-4 frente al Mallorca.

### GNK Dinamo Zagreb (2014-2017)
De cara a la temporada 2014-15 Ángelo es enviado a préstamo al Dinamo Zagreb por un contrato de un año con una opción de compra. Los primeros partidos en el equipo croata el chileno logra adaptarse bien al equipo, dentro de sus actuaciones más destacadas está el partido contra el Opatija válido por la Copa de Croacia en el cual anota cuatro goles. El 18 de septiembre de 2014 marca su primer gol en el ámbito internacional europeo, marcando a los 70' en la victoria del Dinamo ante el FC Astra Giurgiu por 5-1, válido por la fase de grupos de la UEFA Europa League.
En su primera temporada en el Club anota 30 goles en 37 partidos y a la vez se transforma en el cuarto futbolista chileno en lograr más de 30 goles en una temporada en Europa. También fue máximo goleador de la Copa de Croacia con 6 goles en 6 partidos y máximo goleador de la liga croata con 21 goles en 25 partidos compartiéndolo con otro jugador. Después de su brillante primera temporada el Club Croata decide comprar el pase del Delantero.

### Atlas (2018)
El 27 de diciembre de 2017, Atlas FC hace oficial la contratación del delantero chileno proveniente del Dinamo Zagreb por 1.5 millones de euros y un contrato por 3 años para enfrentar el Clausura 2018 de la Liga Mx.

### Retorno a Universidad de Chile (2018-2021)
Llegó a Universidad de Chile a mitad de temporada, marcando un doblete en su reestreno en el fútbol chileno frente a Unión Española.

### Fortaleza (2021-2022)
El 7 de julio de 2021 se oficializó su fichaje por Fortaleza Esporte Clube, club en el que no logró destacar.

### Miedź Legnica (2022-Actualidad)
El 15 de junio de 2022 es anunciado como nuevo jugador del Miedź Legnica, conjunto recién ascendido a la Ekstraklasa polaca, en un contrato por tres temporadas.

## Selección nacional

### Selecciones menores
Sumó actuaciones en el Sudamericano Sub-15 de Bolivia, donde anotó dos tantos ante Paraguay, y el Sudamericano Sub-17 de Ecuador, donde marcó ante Colombia, Brasil y Venezuela. En julio de 2011, entró en una nómina sub-25 entregada por Claudio Borghi para enfrentar a México en un partido amistoso.
Gira europea selección chilena sub-20 (2012)
Luego de su buen desempeño con la Universidad de Chile durante el Torneo de Apertura 2012, Henríquez fue convocado a una gira europea con la selección chilena sub-20. Su convocatoria y la de sus compañeros de equipo Sebastián Martínez e Igor Lichnovsky, provocaron el enojo del entrenador de «la U», que pensaba que «no era un razonamiento lógico» convocar jugadores a una gira amistosa mientras su equipo enfrentaba torneos internacionales. Finalmente, la ANFP rechazó el pedido de Sampaoli y Henríquez participó en la gira.
En la Copa Milk el seleccionado chileno consiguió el tercer lugar, luego de derrotar a Estados Unidos por 4-3, con dos goles de Henríquez y dos de Nicolás Castillo. Luego, jugaron en Alemania el Torneo de Obendorf, en el cual salieron campeones luego de ganar su grupo, derrotar en semifinales al Schalke 04 y de vencer en la final al S.C. Friburgo. Debido a su participación, se premió a Henríquez como el tercer mejor jugador del torneo. Para acabar la gira, Chile disputó el Torneo de Agatha, en el cual salió subcampeón al perder a través de los penales contra el Feyenoord. En la competencia, Ángelo anotó en cinco ocasiones y quedó como el máximo goleador del campeonato.
Polémica por el Sudamericano 2013
En enero de 2013 se disputó en Argentina el Campeonato Sudamericano de Fútbol Sub-20 de 2013, el cual dio 4 cupos para disputar la Copa Mundial de Fútbol Sub-20 de 2013. Al Sudamericano, Henríquez no pudo ser citado por Chile porque el club dueño de su pase, Manchester United, quiso que fuera a préstamo al Wigan Athletic en enero. Tras varios días de discusión entre el Manchester United, el Wigan Athletic y la ANFP, se dio a conocer que Henríquez no iría al Sudamericano.
Mundial Sub-20 2013
Fue citado por el técnico Mario Salas para disputar la Copa Mundial de Fútbol Sub-20 de 2013. Henríquez jugó de titular los primeros dos partidos de la fase grupal, ante Egipto e Inglaterra, e ingresando en el segundo tiempo en el partido contra Irak. Convirtió 2 goles ante Ghana por los cuartos de final, partido en el cual Chile quedó eliminado tras perder 3:4 con los africanos.

#### Participaciones en sudamericanos
| Torneo                      | Sede                | Resultado           | Partidos | Goles |
| --------------------------- | ------------------- | ------------------- | -------- | ----- |
| Sudamericano Sub-15 de 2009 | Bolivia             | Primera fase        | 4        | 2     |
| Sudamericano Sub-17 de 2011 | Ecuador             | Primera fase        | 4        | 3     |
| Total de su carrera         | Total de su carrera | Total de su carrera | 8        | 5     |

#### Participaciones en mundiales
| Mundial                | Sede    | Resultado        | Partidos | Goles |
| ---------------------- | ------- | ---------------- | -------- | ----- |
| Mundial Sub-20 de 2013 | Turquía | Cuartos de final | 5        | 2     |

### Selección absoluta
El 14 de noviembre de 2012, debutó y convirtió su primer gol con la selección chilena en un partido amistoso ante Serbia, en el cual ingresó tras reemplazar en el minuto veinte a Alexis Sánchez. Luego de sus buenas participaciones en la Selección chilena Sub-20, fue nominado para el partido frente a Irak el 14 de agosto, donde marcó el último gol en la victoria 6-0. En diciembre de 2016, Juan Antonio Pizzi lo nómina para la China Cup 2017 celebrada en China. No disputó ninguno de los partidos, ni ante Croacia en semifinales ni ante Islandia en la final, pero formó parte del plantel que se consagró campeón en el continente asiático.
El 31 de mayo de 2018 ante Rumanía en el Sportzentrum Graz-Weinzödl de Graz, Austria, ingresó al minuto 40' por Martín Rodríguez volviendo a jugar después casi tres años por Chile, asociándose muy bien con Sagal en ataque, le anularon un gol al minuto 85' en la derrota por 3-2 ante el conjunto europeo. Su última nominación por la Selección de Fútbol de Chile se produjo el 17 de octubre de 2018 en amistoso internacional donde ganaron 1-0 en el Estadio Corregidora de Querétaro frente a la Selección de Fútbol de México, donde vio el partido desde el banco de suplentes.
El 12 de septiembre de 2022, nuevamente fue convocado a la selección adulta, esta vez por el director técnico Eduardo Berizzo para enfrentar partidos amistosos ante Marruecos y Catar.

### Copas América

#### Copa América 2015
El 19 de junio de 2015, Ángelo debutó con la roja en la Copa América 2015, reemplazando en el entretiempo a Alexis Sánchez. Partido terminado una victoria a favor de chile por 5-0 frente a Bolivia dando una asistencia a Charles Aránguiz para que anotase el 3-0 y en el 5-0 final mando un centro que se desvió en Ronald Raldes. El 4 de julio de 2015 se jugaba la Final de la Copa América 2015 ante Argentina, luego de empatar a 0 en los 120 minutos,en penales Chile vencería por 4-1 a la albiceleste coronándose campeón por primera vez en 99 años de historia de la Copa América, Henríquez ingreso al minuto 94' por Eduardo Vargas, jugando un buen partido y creando juego con Matías Fernández y Marcelo Díaz.
Jugó 2 partidos en la Copa América 2015, dio 1 asistencia y estuvo 71 minutos en cancha, jugando bien cada vez que entró al campo de juego.

### Clasificatorias
Tras esto en marzo de 2013 debido a la lesión de Sebastián Pinto, fue nominado por el nuevo DT Jorge Sampaoli para los partidos clasificatorios frente a Perú y Uruguay, pero no jugó.  El 6 de septiembre del mismo año, Henríquez hizo su debut en las Clasificatorias a Brasil 2014, entrando en los últimos minutos en la victoria por 3-0 frente a Venezuela.

#### Participaciones en Clasificatorias a Copas del Mundo
| Eliminatorias             | País   | Resultado   | Posición | Partidos | Goles |
| ------------------------- | ------ | ----------- | -------- | -------- | ----- |
| Eliminatorias Brasil 2014 | Brasil | Clasificado | 3.º      | 1        | 0     |
| Eliminatorias Rusia 2018  | Rusia  | Eliminado   | 6.º      | 0        | 0     |

#### Participaciones en Copas América
| Torneo            | Sede  | Resultado | Partidos | Goles |
| ----------------- | ----- | --------- | -------- | ----- |
| Copa América 2015 | Chile | Campeón   | 2        | 0     |

#### Participaciones en la China Cup
| Torneo         | Sede  | Resultado | Partidos | Goles |
| -------------- | ----- | --------- | -------- | ----- |
| China Cup 2017 | China | Campeón   | 0        | 0     |

### Partidos internacionales
Actualizado hasta el 12 de octubre de 2018.
| 1     | 14 de noviembre de 2012  | AFG Arena, San Galo, Suiza                                | Serbia     | 3-1      | Chile       |   | Amistoso                      |
| 2     | 14 de agosto de 2013     | Estadio Brøndby, Copenhague, Dinamarca                    | Irak       | 0-6      | Chile       |   | Amistoso                      |
| 3     | 6 de septiembre de 2013  | Estadio Nacional Julio Martínez Prádanos, Santiago, Chile | Chile      | 3-0      | Venezuela   |   | Clasificatorias a Brasil 2014 |
| 4     | 10 de octubre de 2014    | Estadio Elías Figueroa Brander, Valparaíso, Chile         | Chile      | 3-0      | Perú        |   | Amistoso                      |
| 5     | 14 de octubre de 2014    | Estadio Francisco Sánchez Rumoroso, Coquimbo, Chile       | Chile      | 2-2      | Bolivia     |   | Amistoso                      |
| 6     | 5 de junio de 2015       | Estadio El Teniente, Rancagua, Chile                      | Chile      | 1-0      | El Salvador |   | Amistoso                      |
| 7     | 19 de junio de 2015      | Estadio Nacional Julio Martínez Prádanos, Santiago, Chile | Chile      | 5-0      | Bolivia     |   | Copa América 2015             |
| 8     | 4 de julio de 2015       | Estadio Nacional Julio Martínez Prádanos, Santiago, Chile | Chile      | 0-0 4-1p | Argentina   |   | Copa América 2015             |
| 9     | 5 de septiembre de 2015  | Estadio Nacional Julio Martínez Prádanos, Santiago, Chile | Chile      | 3-2      | Paraguay    |   | Amistoso                      |
| 10    | 31 de mayo de 2018       | Sportzentrum Graz-Weinzödl, Graz, Austria                 | Rumania    | 3-2      | Chile       |   | Amistoso                      |
| 11    | 4 de junio de 2018       | Stadion Graz-Liebenau, Graz, Austria                      | Serbia     | 0-1      | Chile       |   | Amistoso                      |
| 12    | 12 de octubre de 2018    | Hard Rock Stadium, Miami, Estados Unidos                  | Perú       | 3-0      | Chile       |   | Amistoso                      |
| 13    | 26 de marzo de 2021      | Estadio El Teniente, Rancagua, Chile                      | Chile      | 2-1      | Bolivia     |   | Amistoso                      |
| 14    | 27 de septiembre de 2022 | Estadio Franz Horr, Viena, Austria                        | Catar      | 2-2      | Chile       |   | Amistoso                      |
| Total | Total                    | Total                                                     | Presencias | 14       | Goles       | 2 |                               |

| Selección chilena | Selección chilena | Selección chilena |
| Año               | Partidos          | Goles             |
| ----------------- | ----------------- | ----------------- |
| 2012              | 1                 | 1                 |
| 2013              | 2                 | 1                 |
| 2014              | 2                 | 0                 |
| 2015              | 4                 | 0                 |
| 2018              | 3                 | 0                 |
| 2021              | 1                 | 0                 |
| 2022              | 1                 | 0                 |
| Total             | 14                | 2                 |

#### Goles con la selección nacional
Actualizado hasta el 14 de agosto de 2013.
| 1 | 14 de noviembre de 2012 | AFG Arena, San Galo, Suiza             | Serbia | 3 – 1 | 3 – 1 | Amistoso |
| 2 | 14 de agosto de 2013    | Estadio Brøndby, Copenhague, Dinamarca | Irak   | 0 – 6 | 0 – 6 | Amistoso |

## Estilo de juego
En el esquema de la Universidad de Chile, Henríquez se desempeñó como delantero centro, aunque en el equipo de Jorge Sampaoli también jugó como mediapunta. Dentro de sus características principales se destaca su gran capacidad goleadora y de regate, en un momento fue de los mejores delanteros nacionales.

## Estadísticas

### Clubes
| Club                             | Div.          | Temporada     | Liga  | Liga  | Liga   | Regional | Regional | Regional | Copas | Copas | Copas  | Internacional | Internacional | Internacional | Total | Total | Total  | Media goleadora |
| Club                             | Div.          | Temporada     | Part. | Goles | Asist. | Part.    | Goles    | Asist.   | Part. | Goles | Asist. | Part.         | Goles         | Asist.        | Part. | Goles | Asist. | Media goleadora |
| -------------------------------- | ------------- | ------------- | ----- | ----- | ------ | -------- | -------- | -------- | ----- | ----- | ------ | ------------- | ------------- | ------------- | ----- | ----- | ------ | --------------- |
| Universidad de Chile · Chile     | 1.ª           | 2011          | —     | —     | —      | —        | —        | —        | 1     | 0     | 0      | —             | —             | —             | 1     | 0     | 0      | 0               |
| Universidad de Chile · Chile     | 1.ª           | 2012          | 17    | 11    | 0      | —        | —        | —        | —     | —     | —      | 10            | 4             | 1             | 27    | 15    | 1      | 0.56            |
| Wigan Athletic F. C. Inglaterra  | 1.ª           | 2012-13       | 4     | 1     | 0      | —        | —        | —        | 4     | 0     | 0      | —             | —             | —             | 8     | 1     | 0      | 0.13            |
| Real Zaragoza · España           | 2.ª           | 2013-14       | 25    | 6     | 1      | —        | —        | —        | —     | —     | —      | —             | —             | —             | 25    | 6     | 1      | 0.24            |
| G. N. K. Dinamo Zagreb · Croacia | 1.ª           | 2014-15       | 25    | 21    | 3      | —        | —        | —        | 6     | 6     | 0      | 6             | 3             | 1             | 37    | 30    | 4      | 0.81            |
| G. N. K. Dinamo Zagreb · Croacia | 1.ª           | 2015-16       | 27    | 8     | 4      | —        | —        | —        | 4     | 1     | 3      | 8             | 2             | 1             | 39    | 11    | 8      | 0.28            |
| G. N. K. Dinamo Zagreb · Croacia | 1.ª           | 2016-17       | 20    | 1     | 1      | —        | —        | —        | 4     | 1     | 1      | 6             | 0             | 0             | 30    | 2     | 2      | 0.07            |
| G. N. K. Dinamo Zagreb · Croacia | 1.ª           | 2017-18       | 18    | 5     | 1      | —        | —        | —        | 2     | 3     | 0      | 3             | 1             | 0             | 23    | 9     | 1      | 0.39            |
| G. N. K. Dinamo Zagreb · Croacia | Total club    | Total club    | 90    | 35    | 9      | 0        | 0        | 0        | 16    | 11    | 4      | 23            | 6             | 2             | 129   | 52    | 15     | 0.4             |
| Dinamo Zagreb II · Croacia       | 2.ª           | 2016-17       | 2     | 0     | 1      | —        | —        | —        | —     | —     | —      | —             | —             | —             | 2     | 0     | 1      | 0               |
| Atlas F. C. · México             | 1.ª           | 2017-18       | 17    | 1     | 1      | —        | —        | —        | 3     | 1     | 0      | —             | —             | —             | 20    | 2     | 1      | 0.1             |
| Atlas F. C. · México             | 1.ª           | 2018-19       | —     | —     | —      | —        | —        | —        | 1     | 0     | 0      | —             | —             | —             | 1     | 0     | 0      | 0               |
| Atlas F. C. · México             | Total club    | Total club    | 17    | 1     | 1      | 0        | 0        | 0        | 4     | 1     | 0      | 0             | 0             | 0             | 21    | 2     | 1      | 0.1             |
| Universidad de Chile · Chile     | 1.ª           | 2018          | 9     | 4     | 2      | —        | —        | —        | —     | —     | —      | —             | —             | —             | 9     | 4     | 2      | 0.44            |
| Universidad de Chile · Chile     | 1.ª           | 2019          | 10    | 2     | 0      | —        | —        | —        | 5     | 2     | 0      | 2             | 0             | 0             | 17    | 4     | 0      | 0.24            |
| Universidad de Chile · Chile     | 1.ª           | 2020          | 26    | 5     | 0      | —        | —        | —        | —     | —     | —      | 2             | 0             | 0             | 28    | 5     | 0      | 0.18            |
| Universidad de Chile · Chile     | 1.ª           | 2021          | 8     | 1     | 1      | —        | —        | —        | —     | —     | —      | 2             | 1             | 0             | 10    | 2     | 1      | 0.2             |
| Universidad de Chile · Chile     | Total club    | Total club    | 70    | 23    | 3      | 0        | 0        | 0        | 6     | 2     | 0      | 16            | 5             | 1             | 92    | 30    | 4      | 0.33            |
| Fortaleza E. C. · Brasil         | 1.ª           | 2021          | 14    | 0     | 1      | —        | —        | —        | 4     | 1     | 1      | —             | —             | —             | 18    | 1     | 2      | 0.06            |
| Fortaleza E. C. · Brasil         | 1.ª           | 2022          | —     | —     | —      | 2        | 0        | 0        | —     | —     | —      | —             | —             | —             | 2     | 0     | 0      | 0               |
| Fortaleza E. C. · Brasil         | Total club    | Total club    | 14    | 0     | 1      | 2        | 0        | 0        | 4     | 1     | 1      | 0             | 0             | 0             | 20    | 1     | 2      | 0.05            |
| Miedź Legnica · Polonia          | 1.ª           | 2022-23       | 29    | 7     | 1      | —        | —        | —        | 1     | 0     | 0      | —             | —             | —             | 30    | 7     | 1      | 0.23            |
| Miedź Legnica · Polonia          | Total club    | Total club    | 29    | 7     | 1      | 0        | 0        | 0        | 1     | 0     | 0      | 0             | 0             | 0             | 30    | 7     | 1      | 0.23            |
| Baltika · Rusia                  | 1.ª           | 2023-24       | 24    | 6     | 1      | —        | —        | —        | 10    | 3     | 0      | —             | —             | —             | 34    | 9     | 1      | 0.26            |
| Baltika · Rusia                  | Total club    | Total club    | 24    | 6     | 1      | 0        | 0        | 0        | 10    | 3     | 0      | 0             | 0             | 0             | 34    | 9     | 1      | 0.26            |
| Total carrera                    | Total carrera | Total carrera | 275   | 79    | 18     | 2        | 0        | 0        | 45    | 18    | 5      | 39            | 11            | 3             | 361   | 108   | 26     | 0.3             |
| 1. 2. 3. 4.                      |               |               |       |       |        |          |          |          |       |       |        |               |               |               |       |       |        |                 |

### Selecciones
| Selección      | Temporada     | Amistosos | Amistosos | Amistosos | Sudamérica | Sudamérica | Sudamérica | Mundial | Mundial | Mundial | Total | Total | Total  | Media goleadora |
| Selección      | Temporada     | Part.     | Goles     | Asist.    | Part.      | Goles      | Asist.     | Part.   | Goles   | Asist.  | Part. | Goles | Asist. | Media goleadora |
| -------------- | ------------- | --------- | --------- | --------- | ---------- | ---------- | ---------- | ------- | ------- | ------- | ----- | ----- | ------ | --------------- |
| Sub-15 · Chile | 2009          | —         | —         | —         | 4          | 2          | 0          | —       | —       | —       | 4     | 2     | 0      | 0.50            |
| Sub-15 · Chile | Total         | 0         | 0         | 0         | 4          | 2          | 0          | 0       | 0       | 0       | 4     | 2     | 0      | 0.50            |
| Sub-17 · Chile | 2010          | 3         | 1         | 0         | —          | —          | —          | —       | —       | —       | 3     | 1     | 0      | 0.33            |
| Sub-17 · Chile | 2011          | —         | —         | —         | 4          | 3          | 0          | —       | —       | —       | 4     | 3     | 0      | 0.75            |
| Sub-17 · Chile | Total         | 3         | 1         | 0         | 4          | 3          | 0          | 0       | 0       | 0       | 7     | 4     | 0      | 0.57            |
| Sub-20 · Chile | 2012          | 17        | 13        | 3         | —          | —          | —          | —       | —       | —       | 17    | 13    | 3      | 0.76            |
| Sub-20 · Chile | 2013          | 6         | 4         | 0         | —          | —          | —          | 5       | 2       | 0       | 11    | 6     | 0      | 0.55            |
| Sub-20 · Chile | Total         | 23        | 17        | 3         | 0          | 0          | 0          | 5       | 2       | 0       | 28    | 19    | 3      | 0.68            |
| Sub-23 · Chile | 2012          | 1         | 1         | 0         | —          | —          | —          | —       | —       | —       | 1     | 1     | 0      | 1.00            |
| Sub-23 · Chile | Total         | 1         | 1         | 0         | 0          | 0          | 0          | 0       | 0       | 0       | 1     | 1     | 0      | 1.00            |
| Adulta · Chile | 2012          | 1         | 1         | 0         | —          | —          | —          | —       | —       | —       | 1     | 1     | 0      | 1.00            |
| Adulta · Chile | 2013          | 1         | 1         | 0         | 1          | 0          | 0          | —       | —       | —       | 2     | 1     | 0      | 0.50            |
| Adulta · Chile | 2014          | 2         | 0         | 0         | —          | —          | —          | —       | —       | —       | 2     | 0     | 0      | 0.00            |
| Adulta · Chile | 2015          | 2         | 0         | 0         | 2          | 0          | 1          | —       | —       | —       | 4     | 0     | 1      | 0.00            |
| Adulta · Chile | 2016          | —         | —         | —         | —          | —          | —          | —       | —       | —       | 0     | 0     | 0      | 0.00            |
| Adulta · Chile | 2017          | —         | —         | —         | —          | —          | —          | —       | —       | —       | 0     | 0     | 0      | 0.00            |
| Adulta · Chile | 2018          | 3         | 0         | 0         | —          | —          | —          | —       | —       | —       | 3     | 0     | 0      | 0.00            |
| Adulta · Chile | Total         | 9         | 2         | 0         | 3          | 0          | 1          | 0       | 0       | 0       | 12    | 2     | 1      | 0.17            |
| Total carrera  | Total carrera | 36        | 21        | 3         | 11         | 5          | 1          | 5       | 2       | 0       | 52    | 28    | 4      | 0.54            |
| 1. 2.          |               |           |           |           |            |            |            |         |         |         |       |       |        |                 |

### Resumen estadístico
| Competición           | Partidos | Goles | Promedio | Asistencias | Promedio | G y A | Promedio |
| --------------------- | -------- | ----- | -------- | ----------- | -------- | ----- | -------- |
| Primera División      | 173      | 59    | 0,34     | 12          | 0,07     | 71    | 0,41     |
| Segunda División      | 27       | 6     | 0,22     | 2           | 0,07     | 8     | 0,30     |
| Copas nacionales      | 30       | 14    | 0,47     | 4           | 0,13     | 18    | 0,60     |
| Copas internacionales | 37       | 10    | 0,27     | 3           | 0,08     | 13    | 0,35     |
| Selección adulta      | 12       | 2     | 0,17     | 1           | 0,08     | 3     | 0,25     |
| Selección sub-23      | 1        | 1     | 1,00     | 0           | 0,00     | 1     | 1,00     |
| Selección Sub-20      | 28       | 19    | 0,68     | 3           | 0,11     | 22    | 0,79     |
| Selección Sub-17      | 7        | 4     | 0,57     | 0           | 0,00     | 4     | 0,57     |
| Selección Sub-15      | 4        | 2     | 0,50     | 0           | 0,00     | 2     | 0,50     |
| Total                 | 319      | 117   | 0,37     | 25          | 0,08     | 142   | 0,45     |

### Tripletes
| 1 | 11 de agosto de 2012    | Santa Agatha, Santa Agatha | VVV-Venlo - Chile Sub-20         |  | 0 - 6 | Amistoso                        |
| 2 | 4 de junio de 2013      | Nelson Oyarzún, Chillán    | Chile Sub-20 - Tahití            |  | 7 - 0 | Amistoso                        |
| 3 | 5 de octubre de 2014    | Maksimir, Zagreb           | Dinamo Zagreb - NK Lokomotiva    |  | 3 - 0 | Primera Liga de Croacia 2014-15 |
| 4 | 29 de octubre de 2014   | NK Opatija, Opatija        | NK Opatija - Dinamo Zagreb       |  | 2 - 4 | Copa de Croacia 2014-15         |
| 5 | 2 de mayo de 2015       | Park Mladeži, Split        | RNK Split - Dinamo Zagreb        |  | 1 - 5 | Primera Liga de Croacia 2014-15 |
| 6 | 16 de mayo de 2015      | Maksimir, Zagreb           | Dinamo Zagreb - HNK Hajduk Split |  | 4 - 0 | Primera Liga de Croacia 2014-15 |
| 7 | 29 de noviembre de 2017 | Maksimir, Zagreb           | Dinamo Zagreb - NK Istra 1961    |  | 4 - 2 | Copa de Croacia 2017-18         |

## Palmarés

### Campeonatos regionales
| Título              | Equipo    | País   | Año  |
| ------------------- | --------- | ------ | ---- |
| Copa do Nordeste    | Fortaleza | Brasil | 2022 |
| Campeonato Cearense | Fortaleza | Brasil | 2022 |

### Campeonatos nacionales
| Título                  | Equipo               | País       | Año     |
| ----------------------- | -------------------- | ---------- | ------- |
| Primera División        | Universidad de Chile | Chile      | 2011-C  |
| Primera División        | Universidad de Chile | Chile      | 2012-A  |
| FA Cup                  | Wigan Athletic       | Inglaterra | 2012-13 |
| Primera Liga de Croacia | Dinamo Zagreb        | Croacia    | 2014-15 |
| Copa de Croacia         | Dinamo Zagreb        | Croacia    | 2014-15 |
| Primera Liga de Croacia | Dinamo Zagreb        | Croacia    | 2015-16 |
| Copa de Croacia         | Dinamo Zagreb        | Croacia    | 2015-16 |

### Campeonatos internacionales
| Título       | Equipo           | País  | Año  |
| ------------ | ---------------- | ----- | ---- |
| Copa América | Selección adulta | Chile | 2015 |

### Distinciones individuales
| Distinción                                 | Año     |
| ------------------------------------------ | ------- |
| Mejor Delantero Centro 2012-A SIFUP        | 2012    |
| Mejor Jugador Joven/Debutante 2012-A SIFUP | 2012    |
| Máximo Goleador Copa de Croacia            | 2014-15 |
| Máximo Goleador Primera Liga de Croacia    | 2014-15 |